# Owen
Owen [ˈaʊ̯ən] (Auen, umgangssprachlich: Aua) ist eine Landstadt im Landkreis Esslingen in Baden-Württemberg. Sie gehört zur Region Stuttgart und zur europäischen Metropolregion Stuttgart. Owen ist mit seiner gesamten Gemarkung Teil des Biosphärengebiets Schwäbische Alb und des UNESCO-Geoparks Schwäbische Alb.

## Geographie

### Geographische Lage

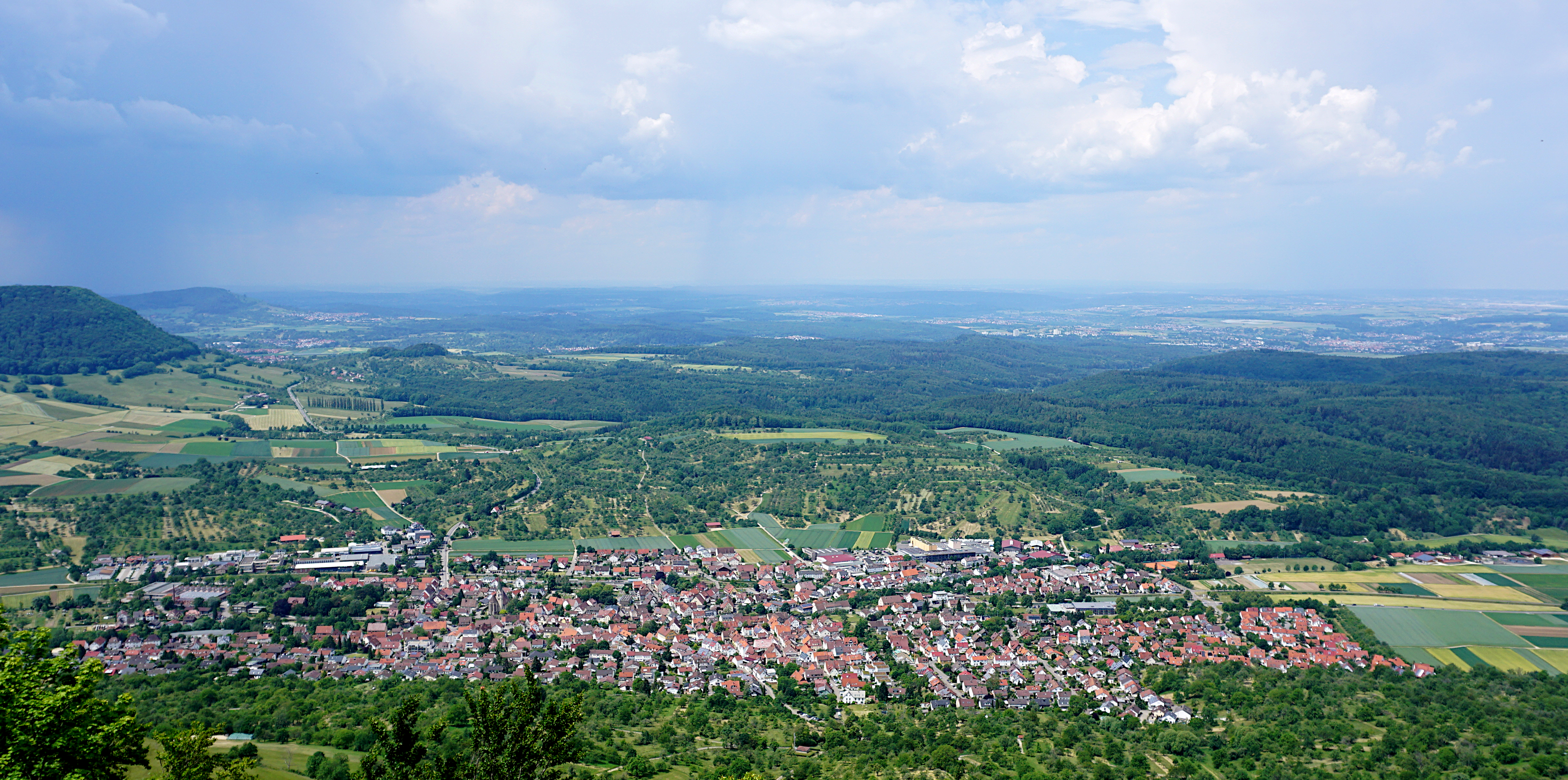
Owen von der Burg Teck aus gesehen

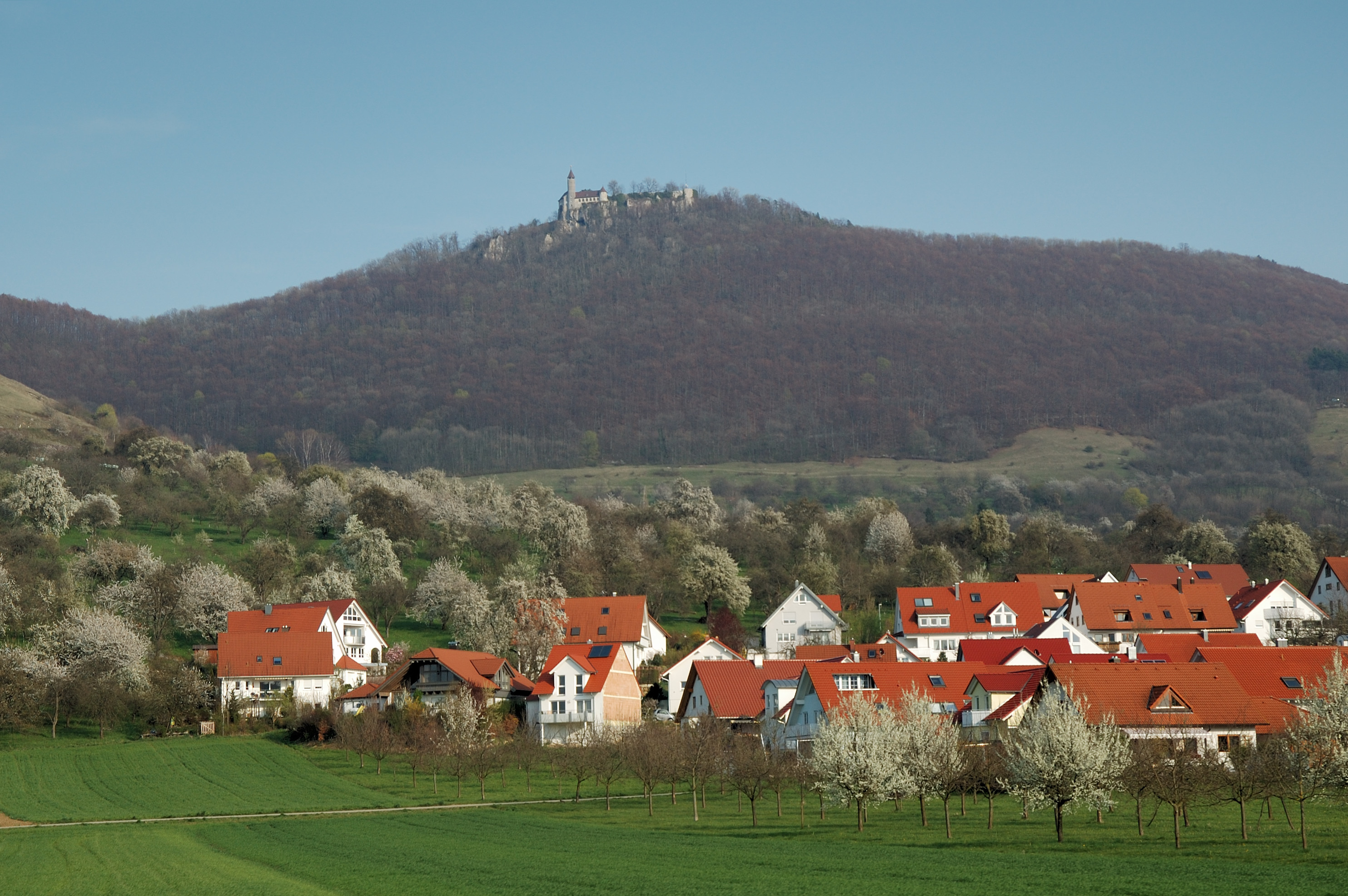
Blick von der B 465 auf das Neubaugebiet von Owen, Teckberg und Burg Teck

Owen liegt im Vorland der mittleren Schwäbischen Alb unmittelbar am Albtrauf im Tal der „Lenninger“ Lauter, unterhalb der Burg Teck auf dem Zeugenberg Teckberg im Osten (775 m ü. NN) und des Sporns Bassgeige (744 m ü. NN, schon etwas außerhalb) der Alb-Hochfläche im Südwesten. Owen ist rund 7 km südlich von Kirchheim unter Teck entfernt und über 20 km südöstlich von der Kreisstadt Esslingen am Neckar. Der tiefste Punkt liegt auf knapp 350 m ü. NN im Tal des Tiefenbachs, der die westliche Stadtflur in kürzerem nordwestlichem Lauf etwas oberhalb der Lauter in den Neckar entwässert.
Owen ist mit seiner gesamten Gemarkung Teil des Biosphärengebiets Schwäbische Alb.

### Stadtgliederung
Zu Owen gehören neben der Kernstadt die Burg Teck sowie die abgegangenen Ortschaften Schupenhof und Säubad.

### Nachbargemeinden
Die angrenzenden Kommunen sind sämtlich Gemeinden im eigenen Landkreis Esslingen. Es sind reihum im Norden Dettingen unter Teck, im Osten Bissingen an der Teck, im Süden Lenningen (mit nächstem Ortsteil Brucken) und Erkenbrechtsweiler und schließlich im Westen Beuren.

### Flächenaufteilung
Nach Daten des Statistischen Landesamtes, Stand 2014.

## Geschichte

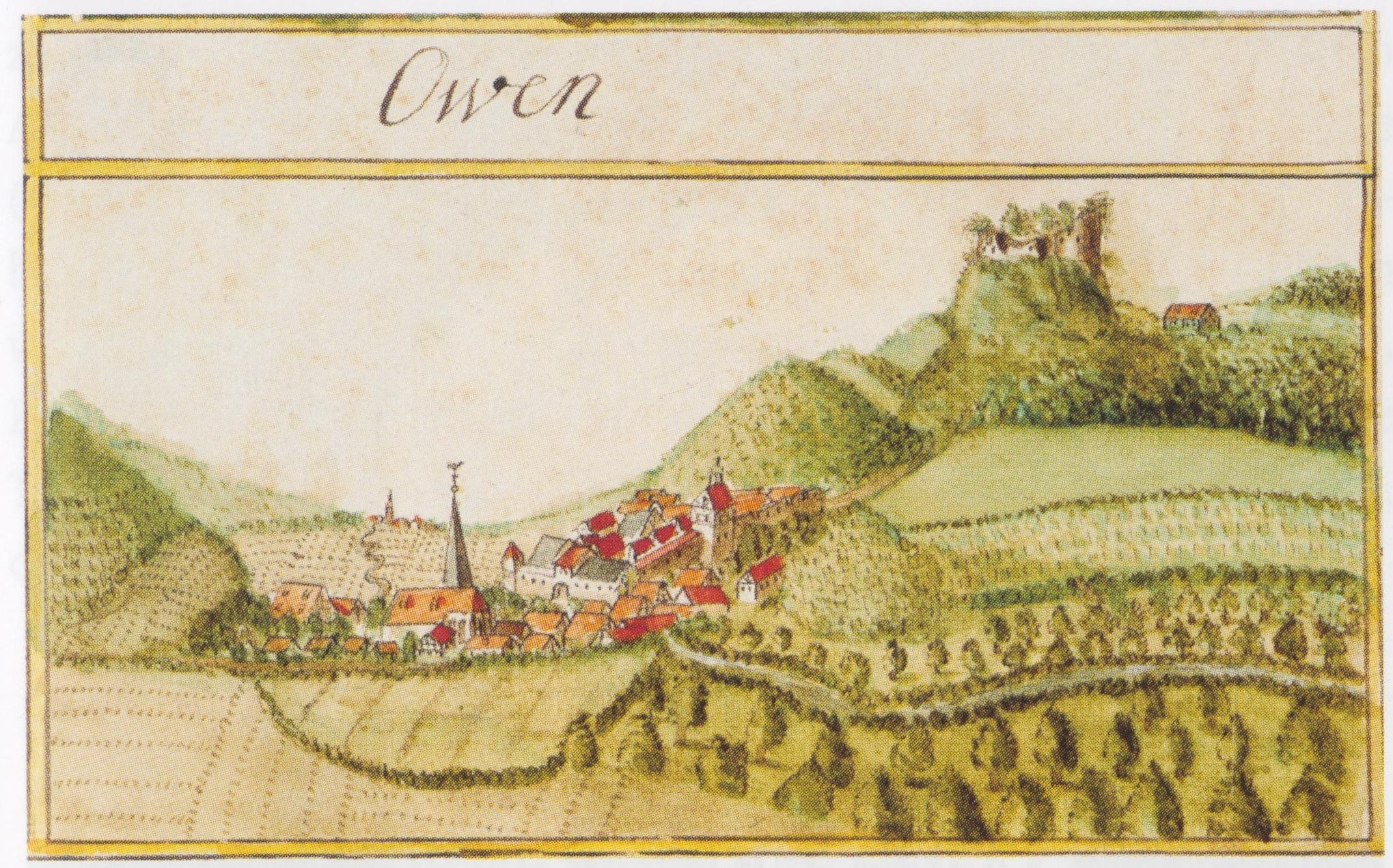
Owen mit Teck, Ansicht aus dem Kieserschen Forstlagerbuch 1683/1685

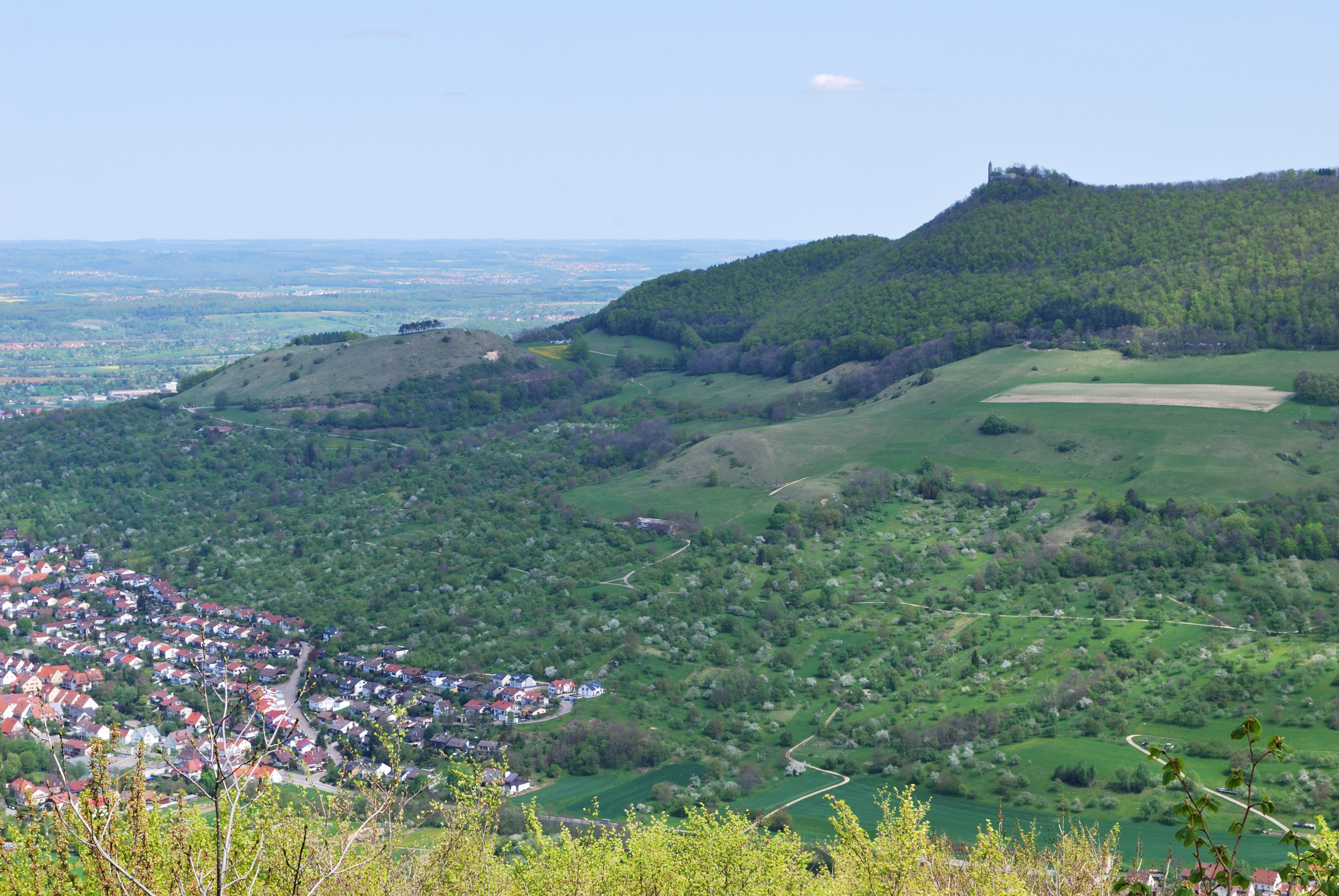
Blick auf Owen und die Burg Teck vom Brucker Fels

Im westlichen Teil der Gemarkung wurden Funde aus der Jungsteinzeit gemacht, es ist jedoch nicht sicher, ob damals schon dort gesiedelt wurde. Der Teckberg wurde in der Bronze- und der Hallstattzeit und im frühen Mittelalter genutzt. Im zweiten Jahrhundert n. Chr. lag ein römischer Gutshof auf Owener Gemarkung. Wie alt die Siedlung tatsächlich ist, kann nicht sicher geklärt werden.
Da viele Orte in Süddeutschland ähnliche Namen hatten, kann die erste urkundliche Erwähnung erst 1261 sicher auf Owen bezogen werden. Diese Erwähnung handelt von einem Dienstmann der Herren von Teck namens Übelritter. Die Forschung nimmt an, dass spätestens Mitte des 13. Jahrhunderts oberhalb des alten Dorfs über der Lauter die heutige Stadt gegründet wurde, eine ungefähr rechteckige Siedlung mit drei größeren Toren und der Bernhardskapelle am Marktplatz. Die Straße wurde durch die Stadt geführt. Reste des Stadtgrabens und der Stadtmauer sind noch vorhanden. Die Kirche des alten Dorfs außerhalb der Stadtmauer, die Marienkirche (1267 schriftlich belegt), war die Grablege der Herzöge von Teck. Das mit der Stadtgründung erbaute Stadtschloss der Herzöge wurde vermutlich 1638/1639 zerstört, an seiner Stelle wurde 1837 das heutige Rathaus gebaut. 1385 kam die Stadt endgültig an Württemberg und gehörte nun zur Vogtei Kirchheim. Bei der Umsetzung der neuen Verwaltungsgliederung im Königreich Württemberg blieb Owen dem Oberamt Kirchheim zugeordnet. Durch das Gesetz über die Landeseinteilung wurde Owen 1938 dem neu gebildeten Landkreis Nürtingen angeschlossen.
Gegen Ende des Zweiten Weltkriegs wurden am 20. und 21. April 1945 bei Luftangriffen in Owen 53 Häuser zerstört. 1945 fiel Owen der Amerikanischen Besatzungszone zu und gehörte somit zum neu gegründeten Land Württemberg-Baden, das 1952 im jetzigen Bundesland Baden-Württemberg aufging. 1973 erfolgte die Kreisreform in Baden-Württemberg, bei der Owen zum Landkreis Esslingen kam.
Am 10. Juni 1955 wurde ein schwerer Bomber des Typs Boeing B-29A Superfortress der United States Air Force (Luftfahrzeugkennzeichen 44-61780) bei dichtem Nebel gegen 23.30 Uhr Ortszeit unterhalb des „Gelben Felsens“ gegen den 775 Meter hohen Teckberg 1600 Meter östlich von Owen geflogen und zerschellte. Die vom  Militärflugplatz RAF Molesworth (England) kommende Maschine war wegen Nebels von Stuttgart zum Flugplatz Fürstenfeldbruck ausgewichen. Bei diesem CFIT (Controlled flight into terrain) wurden alle 10 Besatzungsmitglieder getötet.

### Ortsname
Der Name Owen wird Auen ausgesprochen, was auch auf manchen Landkarten in Klammern als Namenszusatz gedruckt ist. Auen bedeutet wasserreiche Talaue. Owen ist die altdeutsche Schreibweise dafür und wird im Ortsnamen bis heute beibehalten. Aufgrund der ungewöhnlichen Aussprache ist der Ort auch im Rechtschreibduden verzeichnet. Merkspruch: „Auen sagen die Schlauen, Owen die Doofen.“

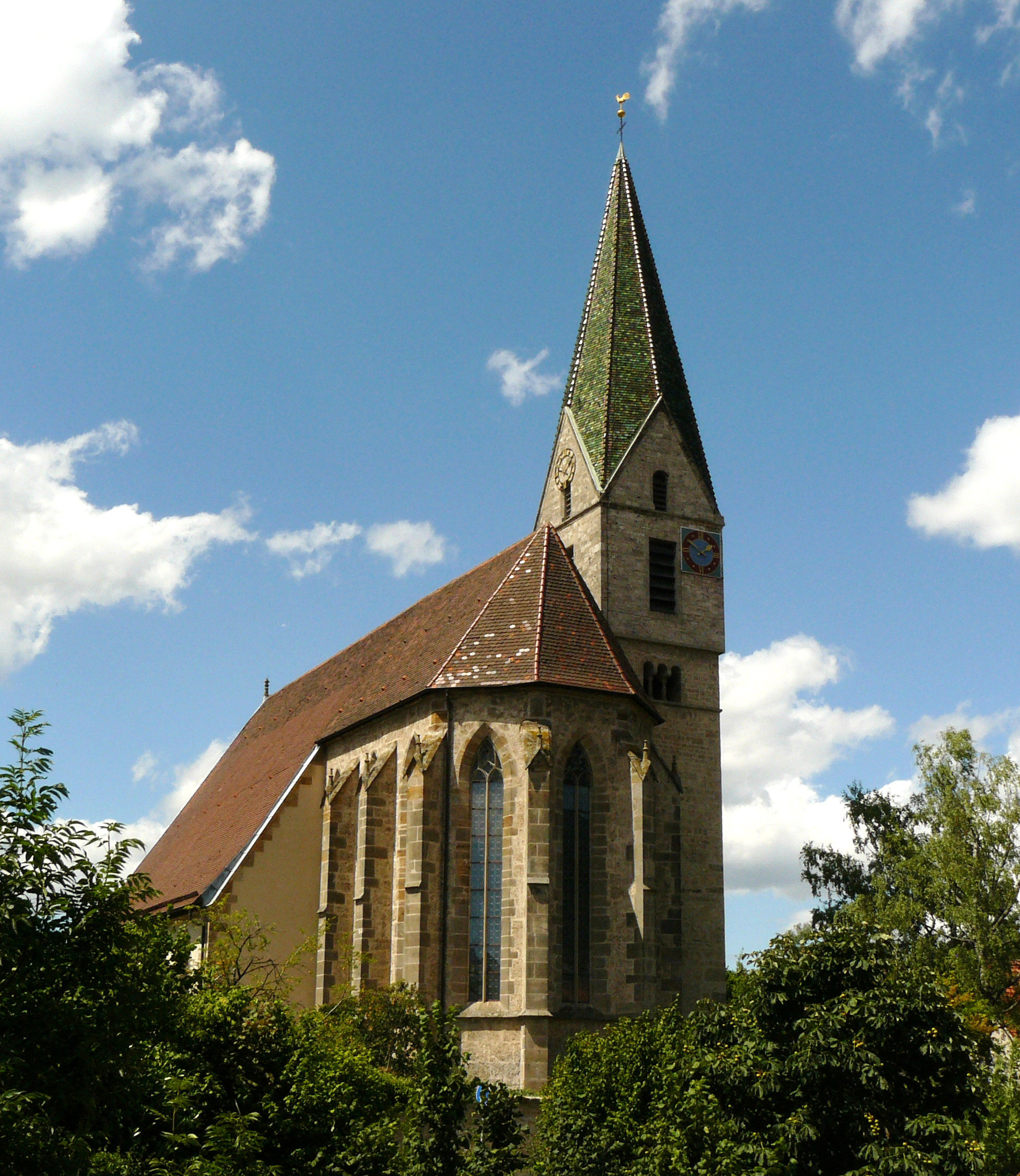
Marienkirche

### Religionen
Seit der Reformation ist Owen evangelisch geprägt. Die evangelische Kirchengemeinde Owen hat ca. 2100 Mitglieder (Stand 2005). Die Gottesdienste finden in der über 600 Jahre alten Marienkirche statt.
Die katholischen Christen gehören zur nächstgelegenen Kirchengemeinde in Lenningen. Owen hat ein katholisches Gemeindezentrum, in welchem wöchentlich eine Heilige Messe gefeiert wird.

### Einwohnerentwicklung
Die Einwohnerzahlen sind Volkszählungsergebnisse (¹) oder amtliche Fortschreibungen des Statistischen Landesamtes (nur Hauptwohnsitze).
| Datum                | 0Einwohner0 |
| -------------------- | ----------- |
| 3. Dezember 1834 ¹   | 1.546       |
| 3. Dezember 1861 ¹   | 1.557       |
| 1. Dezember 1900 ¹   | 1.629       |
| 17. Mai 1939 ¹       | 1.582       |
| 29. Oktober 1946 ¹   | 1.945       |
| 13. September 1950 ¹ | 2.139       |
| 6. Juni 1961 ¹       | 2.432       |
| 27. Mai 1970 ¹       | 2.685       |
| 25. Mai 1987 ¹       | 2.925       |

| Datum             | 0Einwohner0 |
| ----------------- | ----------- |
| 31. Dezember 1990 | 3.089       |
| 31. Dezember 1995 | 3.272       |
| 31. Dezember 2000 | 3.485       |
| 31. Dezember 2005 | 3.495       |
| 31. Dezember 2010 | 3.449       |
| 9. Mai 2011 ¹     | 3.421       |
| 31. Dezember 2015 | 3.415       |
| 31. Dezember 2020 | 3.382       |

## Politik

### Gemeinderat
Der Gemeinderat in Owen besteht aus den gewählten 14 ehrenamtlichen Gemeinderätinnen und Gemeinderäten sowie der Bürgermeisterin Vorsitzende. Die Bürgermeisterin ist im Gemeinderat stimmberechtigt.
Die Kommunalwahl am 9. Juni 2024 führte zu folgendem Endergebnis (mit Vergleichszahlen der Wahl 2019):

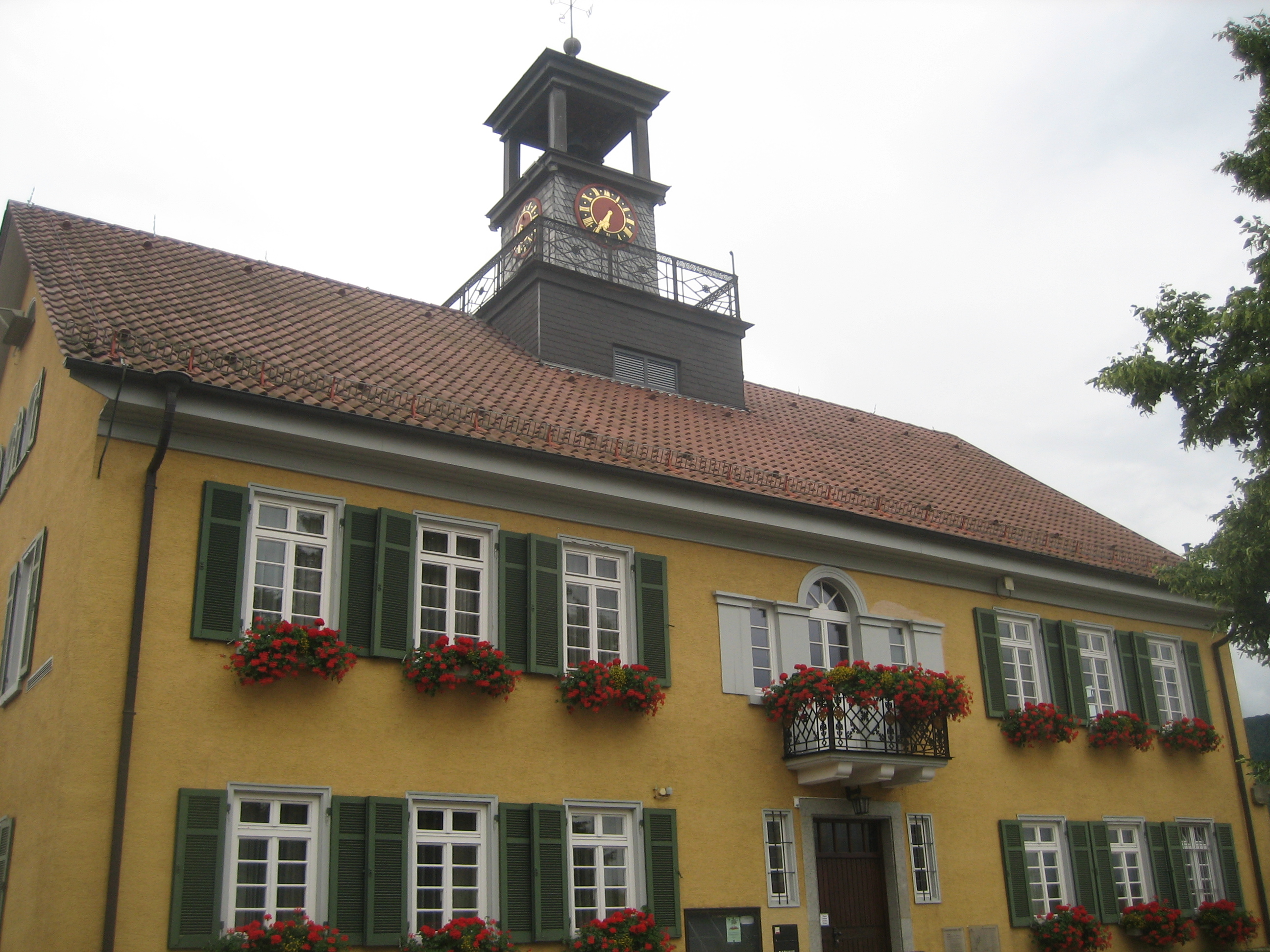
Rathaus von Owen (2016)

| Parteien und Wählergemeinschaften | Parteien und Wählergemeinschaften | Stimmenanteil 2024 | Sitze 2024 | Stimmenanteil 2019 | Sitze 2019 |
| UWV                               | Unabhängige Wählervereinigung     | 52,13 %            | 7          | 39,00 %            | 5          |
| BWV                               | Bürgerliche Wählervereinigung     | 47,87 %            | 7          | 28,57 %            | 5          |
| FWV                               | Freie Wählervereinigung           | –                  | –          | 32,43 %            | 4          |
| Gesamt                            | Gesamt                            | 100 %              | 14         | 100 %              | 14         |
| Wahlbeteiligung                   | Wahlbeteiligung                   | 73,10 %            | 73,10 %    | 70,28 %            | 70,28 %    |

### Bürgermeister
- bis 1972 Otto Heinz
- 1972–2008 Siegfried Roser
- seit 2008 Verena Grötzinger (2016 und 2024 wiedergewählt)[10]

### Wappen
Blasonierung: „In Silber der schwarze lateinische Großbuchstabe O.“
Der wohl von einem Fleckenzeichen herkommende, die Initiale des Ortsnamens bedeutende Großbuchstabe erscheint in Siegeln seit dem 15. Jahrhundert. Als Wappen ist er seit 1535 nachweisbar. Vom späten 17. bis zum 20. Jahrhundert lag über ihm die Württemberger Hirschstange. Im 19. Jahrhundert trat vorübergehend ein gevierter Schild auf: In Feld 2 und 3 die Rauten der Teck, in Feld 1 ein Spaten, in Feld 4 eine Ähre. 1931 kehrte man mit amtlicher Billigung jedoch wieder zu der Vorlage von 1535 zurück und ließ die Hirschstange weg.

### Flagge
Schwarz-Weiß (bestätigt 1956)

## Wirtschaft und Infrastruktur

### Verkehr

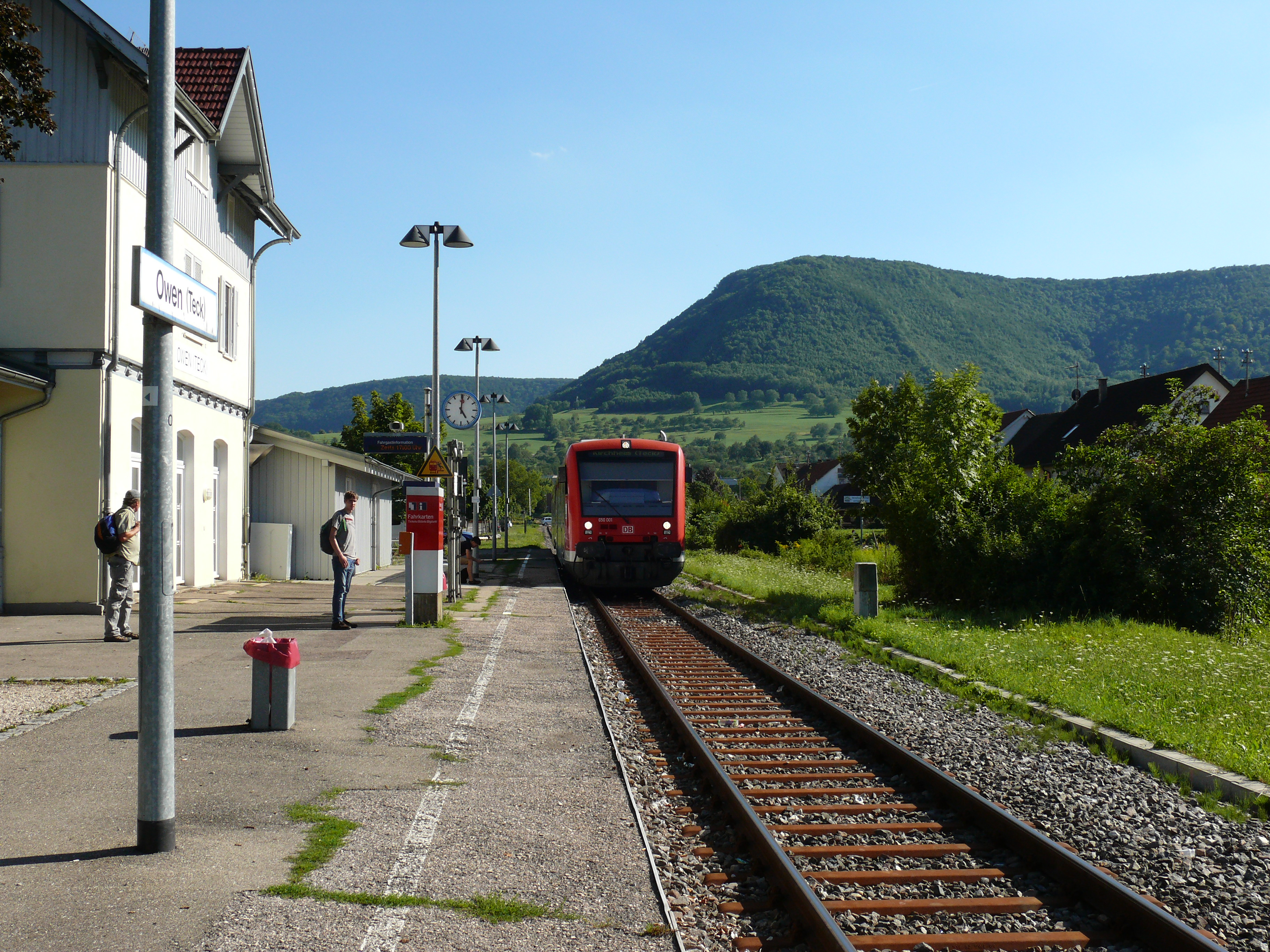
Bahnhof Owen (Teck)

Owen ist durch die Teckbahn (Wendlingen–Oberlenningen) an das überregionale Schienennetz angeschlossen, deren Teilstrecke Wendlingen-Kirchheim/Teck seit dem 13. Dezember 2009 durch die S1 des Stuttgarter S-Bahn-Netzes bedient wird, während auf der Teilstrecke Kirchheim/Teck-Oberlenningen weiterhin Dieseltriebwagen mit Halt auch in Owen verkehren. Die Königlich Württembergischen Staats-Eisenbahnen erbauten das Bahnhofsgebäude 1899 als Einheitsbahnhof vom Typ IIIa. Zudem gibt es Busverbindungen in die Nachbargemeinden.
Durch Owen führt die B 465 von Kirchheim unter Teck nach Blaubeuren. Die Autobahn A 8 ist über die fünf Kilometer entfernte Anschlussstelle Kirchheim unter Teck-Ost erreichbar.

### Ansässige Unternehmen
In Owen hat die Leuze Gruppe große wirtschaftliche Bedeutung. Die Unternehmensgruppe hat weltweit Produktionsstandorte. Ihre Tochtergesellschaft Leuze electronic stellt Sensortechnik her.
VinoTeck ist ein bedeutendes Weinhandelsunternehmen. Der Name nimmt Bezug auf die Lage des Unternehmens unterhalb der Burg Teck.
Idupa Schübelin GmbH ist seit 1975 in Owen angesiedelt. Die Firma hat sich spezialisiert auf die Herstellung von Broschüren und Büchern.

### Bildungseinrichtungen
Owen verfügt mit der Sibylle-von-der-Teck-Schule über eine eigene Grundschule. Außerdem gibt es zwei Kindergärten in der Stadt.

## Kultur und Sehenswürdigkeiten

### Rad- und Wanderwege
Owen liegt am Albsteig (auch Schwäbische-Alb-Nordrand-Weg oder HW1), einem der beliebtesten Fernwanderwege Deutschlands, der entlang des Albtraufs von Donauwörth bis Tuttlingen verläuft, sowie am Alb-Crossing, einem Fernradweg geeignet für Mountainbiker oder Gravel-Biker, der in sechs Etappen von Aalen bis nach Tuttlingen führt. 

### Bauwerke

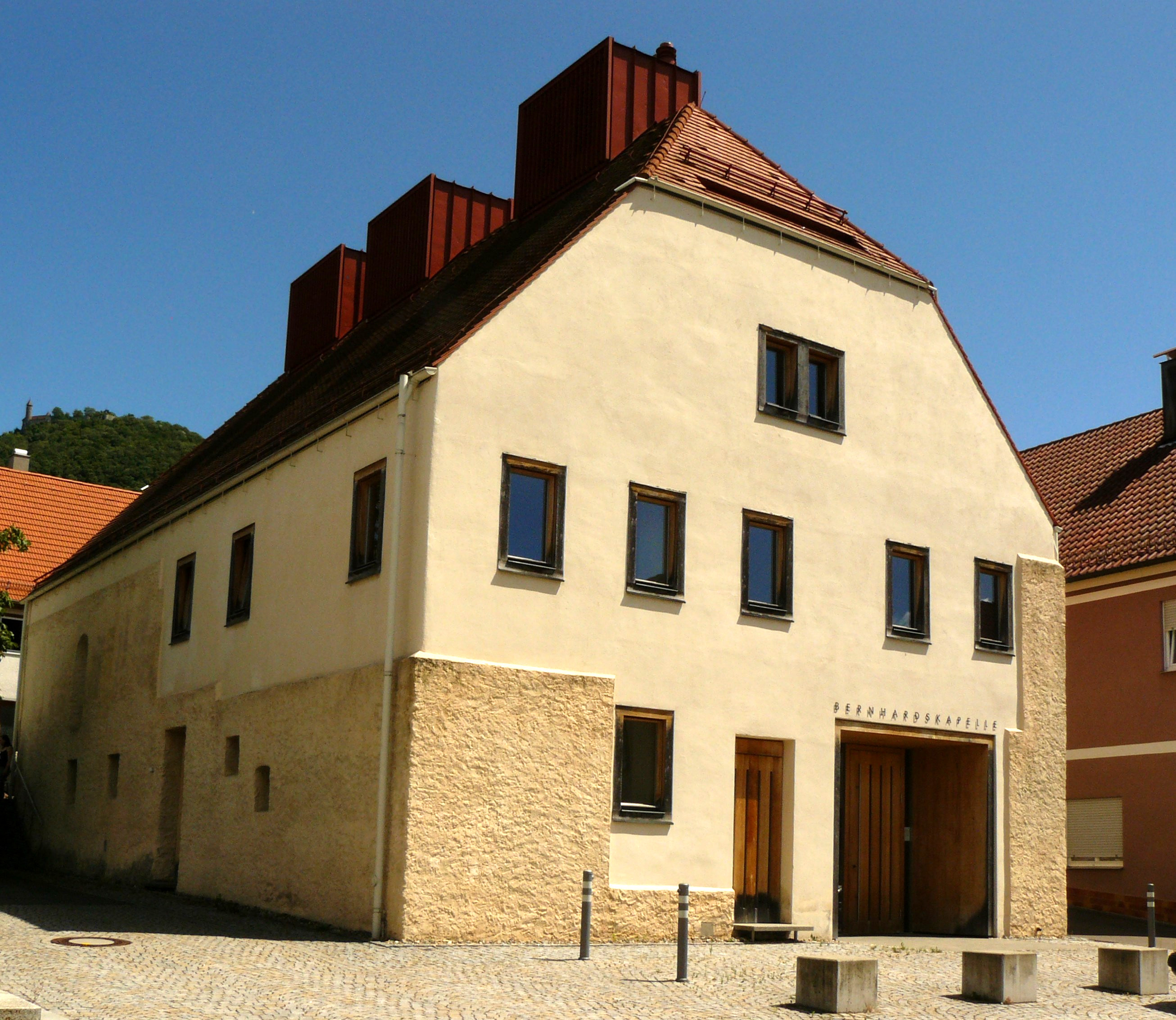
Bernhardskapelle

- Die Burg Teck auf dem Teckberg war im 12. Jahrhundert der Stammsitz der Zähringer, später der Herzöge von Teck und kam im 14. Jahrhundert an Württemberg. Die Burg wurde 1525 im Bauernkrieg zerstört. Da sich die Burg ab dem späten 19. Jahrhundert zu einem beliebten Ausflugsziel entwickelte, entstand dort bis in die 1950er Jahre ein großes Wanderheim.
- Die gotische Marienkirche war die Grablege der Herzöge von Teck und wurde in ihrer heutigen Gestalt im Wesentlichen im späten 14. Jahrhundert errichtet. Sie wurde im Zweiten Weltkrieg schwer beschädigt und bis 1952 wiederaufgebaut.
- Bernhardskapelle, inzwischen genutzt für bürgerliche Veranstaltungen.
- In der ehemaligen Beginenklause hat die Stadt Owen seit 2011 das Owener Geschichtshaus eingerichtet. Im Dezember 2011 hat das Landesdenkmalamt Baden-Württemberg die Beginenklause zum Denkmal des Monats erklärt.

### Regelmäßige Veranstaltungen
- Der Owener Maientag findet traditionell am letzten Dienstag im Mai statt.
- Von 1988 bis 2006 fand jährlich die Owener Rocknacht in der Teckhalle statt.

## Persönlichkeiten

### Söhne und Töchter der Stadt
- Friedrich Christoph Steinhofer (1706–1761), Theologe, einer der Väter des schwäbischen Pietismus
- Johann Ulrich Steinhofer (1709–1757), evangelischer Theologe, Philosoph und Chronist
- Johann Christian Gottlob Eidenbenz (1761–1799), Komponist
- Ferdinand Friedrich Freiherr von Biedenfeld (1764–1834), badischer Generalmajor
- Karl Christoph Renz (1770–1829), Landpfarrer
- Karl Friedrich Strobel (1836–1897), württembergischer Oberamtmann
- Friedrich Mauch (1837–1905), Apotheker
- Hermann Kling (1880–1957), Landtagsabgeordneter, Reichstagsabgeordneter
- Adolf Scheu (1907–1978), Bundestagsabgeordneter

### Personen, die in Owen gelebt und gewirkt haben
- Heiko Krimmer (1943–2015), deutscher evangelischer Pfarrer in Dettingen, Autor
- Eduard Mörike (1804–1875), deutscher Lyriker, war 1829–1831 evangelischer Pfarrvikar in Owen.
- Wilhelm Zimmermann (1807–1878), Abgeordneter (z. B. in der Paulskirche 1848), war ab 1872 evangelischer Pfarrer in Owen.